# Villa Montalto Peretti Massimo

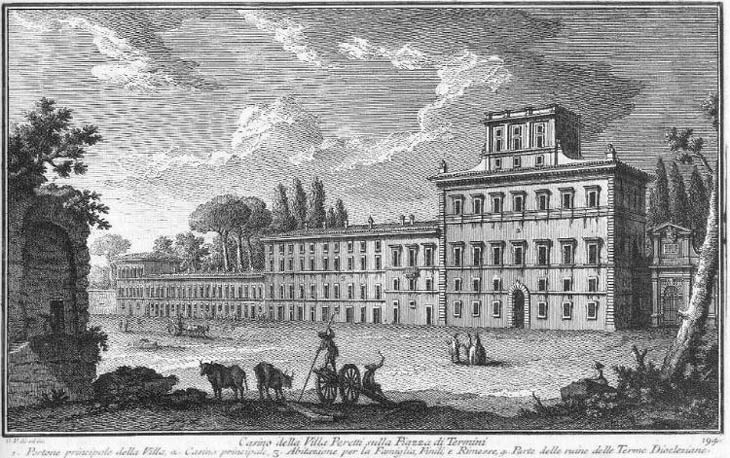
Gravura de Giuseppe Vasi (1761) mostrando o Palazzo di Sisto V alle Terme.

Villa Montalto Peretti Massimo, conhecida também como Villa Negroni, era uma villa localizada no coração do moderno rione Castro Pretorio de Roma, demolida para permitir o loteamento da região e, principalmente, para permitir a construção do gigantesco complexo da estação Roma Termini.

## História
A Villa Peretti Montalto ocupava parte dos montes Viminal, Quirinal e Esquilino e tinha um perímetro de cerca de seis quilômetros no total. Suas fronteiras correspondem ao terreno circundado pelas modernas Via del Viminale / Viale Enrico Nicola, a Via Marsala (que corre ao lado da estação Roma Termini) até a Porta San Lorenzo e a Via Agostino Depretis, incluindo todas as estruturas da estação no interior. Felice Peretti, o futuro papa Sisto V, adquiriu o terreno logo depois de ter sido nomeado cardeal, em 1570, do médico romano Guglielmini por 1 500 escudos. Contudo, o nome de Peretti não aparece no contrato, mas sim o de um florentino, Bartolomeo Bonamici, que, meses depois, declarou haver comprado a propriedade para a irmã do cardeal, Camilla Peretti Montalto, viúva de Giovanni Battista Mignucci. O cardeal não queria que a aquisição levantasse suspeitas do pontífice na época, Gregório XIII, sobre sua imensa fortuna, na época ainda não declarada. Porém, quando Camilla passou a propriedade como dote para sua filha Vittoria Accoramboni, o cardeal, temendo perder a vinha, a tomou de volta e a incorporou às outras duas que já tinha nas imediações, na vizinhança da basílica de Santa Maria Maggiore e das Termas de Diocleciano. 

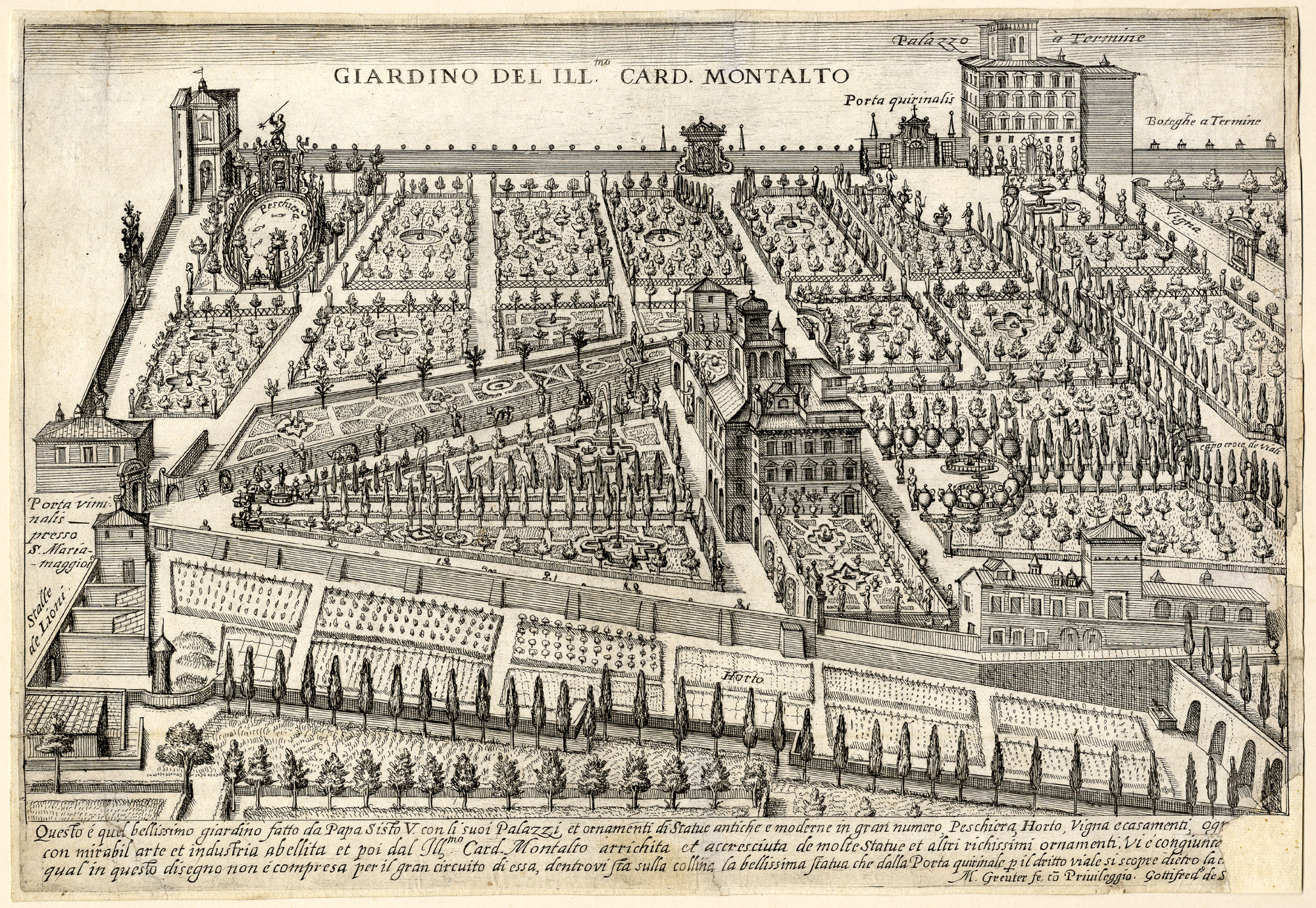
Gravura de Gottifredi Descaichi (séc. XVII) mostrando o jardim. Em primeiro plano, o Casino Felice e, no fundo, o Palazzo di Sisto V alle Terme.

Nesta época, Peretti encarregou Domenico Fontana de construir um palácio como sede da propriedade. Gregório XIII, impressionado com a suntuosidade das obras, tentou então remover do cardeal a mesada de 100 escudos que ele recebia como ajuda de custo. Peretti, mortificado, suspendeu as obras, mas Fontana se ofereceu para terminar as obras antecipando as despesas de seu próprio bolso. A obra foi concluída em 1581 e o palácio foi decorado com pinturas de Cesare Baglioni, Antonio Viviani (dito Il Sordo), Cesare Nebbia, Giovanni Guerra e outros artistas importantes. 

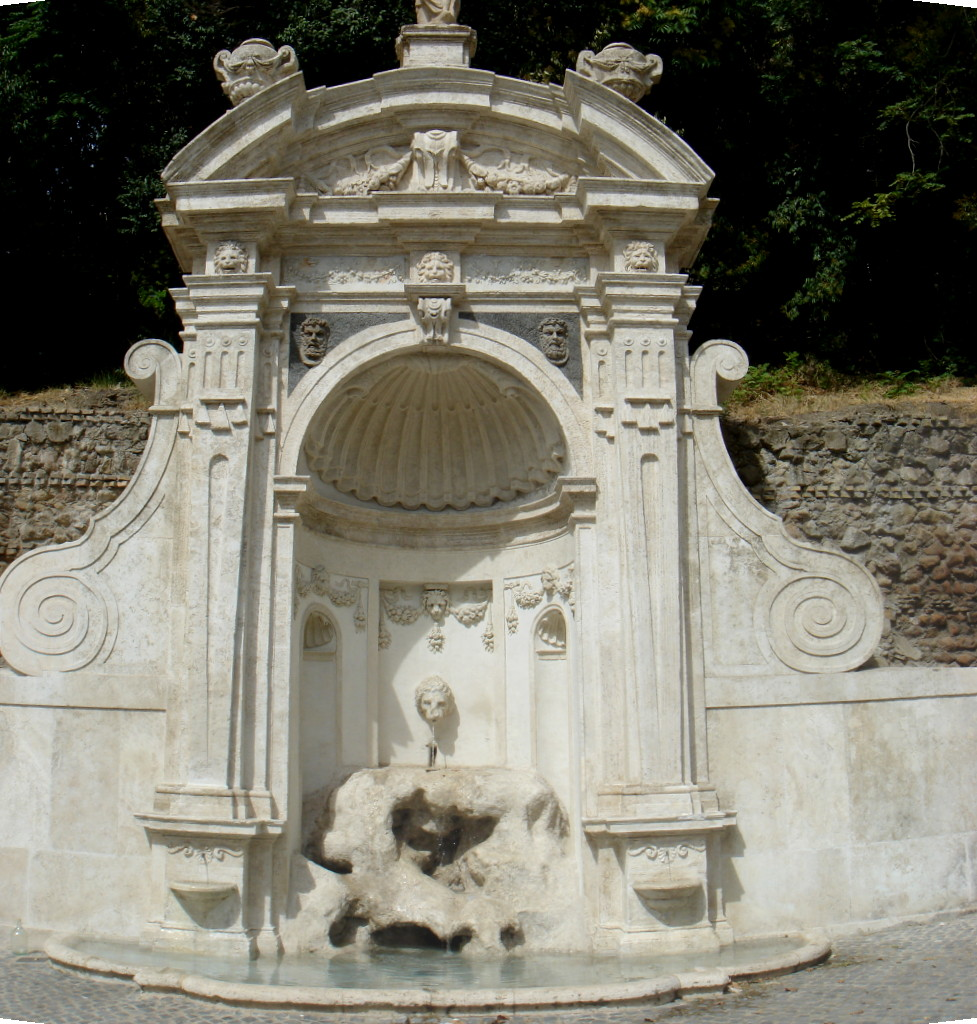
A Fontana del Prigione, de Domenico Fontana, a única sobrevivente das mais de 30 fontes da villa.

Os dois edifícios principais da villa eram o palácio de frente para a via, chamado primeiro de "di terme" ("das termas") e depois "a termini", por causa da proximidade das Termas de Diocleciano, conhecido como Palazzo di Sisto V alle Terme e o palacete que ficava na esquina das modernas Via Cavour e Via Farini, conhecido como Casino Felice. Além destes, Fontana também foi responsável pelo projeto paisagístico do jardim: de enormes proporções, o jardim foi particionado em terraços e entrecortado por vielas que proporcionavam belas vistas, algumas delas ladeadas por ciprestes. Inúmeras obras de arte e mais de trinta fontes (alimentadas pelo novo aqueduto Água Feliz de Sisto V) se espalhavam pela propriedade. Felice se mudou para sua nova villa somente quando foi eleito pontífice (1585), mas as atribulações inerentes ao seu governo o convenceram de que seria impossível desfrutar da tranquilidade do local e, por isso, ele a doou novamente à sua irmã Camilla no ano seguinte. Em 1587, Sisto V cercou a propriedade com um muro no qual se abriam seis portais, isolando-a do resto da cidade. Três anos depois, Sisto V faleceu e Camilla passou a villa para seu neto, Michele Damasceni Peretti, mas continuou vivendo ali até a sua morte em 1605. Este evento marcou o início da decadência da propriedade, que acabou sendo vendida para a família Negroni em 1696. O ponto mais baixo da história da propriedade ocorreu em 1784, quando ela foi adquirida pelo comerciante Giuseppe Staderini: ansioso por reaver seu investimento, ele passou os anos seguintes vendendo a maioria das obras de arte da propriedade. Finalmente, em 1789, a Villa Peretti foi adquirida pelo marquês Camillo Francisco Massimo, que anexou-a à sua própria villa, vizinha na direção da basílica de San Giovanni in Laterano.

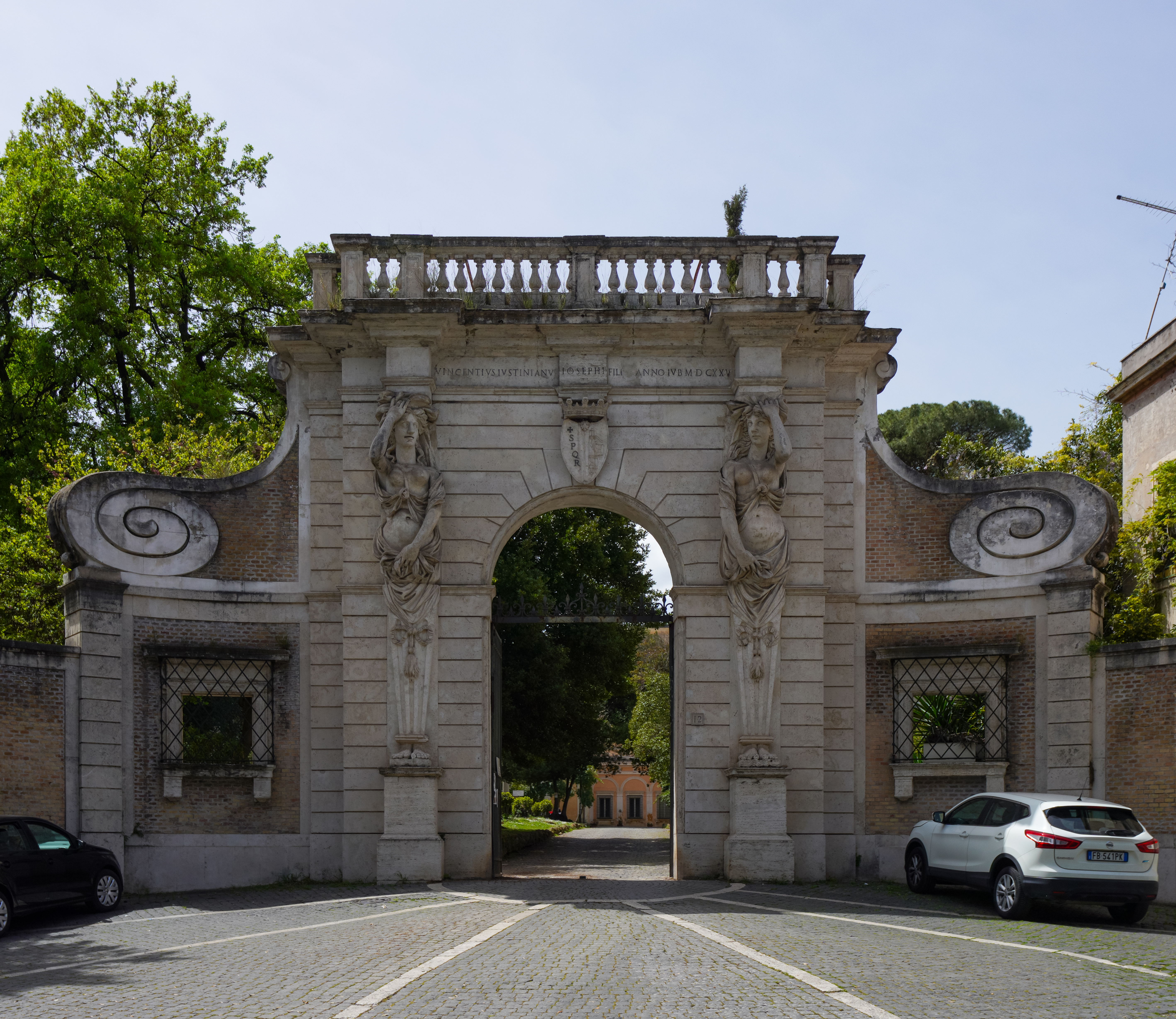
Antigo portal da villa, atualmente servindo como portal da Villa Celimontana na Via della Navicella.

Em 1860, por ocasião da construção da nova estação ferroviária de Roma, a villa começou a ser desmembrada. Metade da propriedade ainda existia no final de 1872. Na prática, cerca de 8 000 m2, restaram aos máximo, incluindo o Palazzo di Sisto V, mas tanto ele quanto o Casino Felice foram demolidos em 1887. Onde ficava o palácio principal, foi construído o atual Palazzo Massimo alle Terme e onde ficava o Casino Felice está o Palazzo Giolitti. O novo rione, chamado "Castro Pretorio", foi instituído em 20 de agosto de 1921

## Coleções
De todas as fontes que existiam no jardim, apenas uma, a Fontana del Prigione, de Domenico Fontana, ainda sobrevive. Depois da demolição da villa, ela foi colocada primeiro na Via Genova e, 1938, na sua posição atual, no final da Via Goffredo Mameli, perto de San Pietro in Montorio. A estátua "Neptuno e Tritão", de Bernini, foi vendida em 1786 por Staderini e está hoje no Victoria and Albert Museum, em Londres. O portal de entrada principal da villa (visível na gravura de Vasi) atualmente serve de portal para a Villa Celimontana na Via della Navicella.